# Spilobotys innominata
Spilobotys innominata är en fjärilsart som beskrevs av M.Gaede 1914. Spilobotys innominata ingår i släktet Spilobotys och familjen nattflyn. Inga underarter finns listade i Catalogue of Life.